# Рельеф Крыма
Рельеф Крыма представлен тремя основными частями: Крымские горы, Степной Крым и Керченский полуостров.
Наиболее обширной частью полуострова является Степной Крым, расположенный на севере — это равнинная территория, частично осложнённая на западе возвышенностью Тарханкутского полуострова, достигающей высоты до 179 метров. Эта степная зона полуострова является частью Восточно-Европейской равнины.
Южная часть Крыма — горная. Крымские горы состоят из трёх параллельных гряд: внешней, внутренней и главной. Самой высокой вершиной является гора Роман-Кош — наивысшая точка Крымского полуострова, достигающая 1545 метров.
Третью часть полуострова составляет Керченский полуостров, высотой до 190 метров. Он имеет общие черты с Таманским полуостровом, который относится к территории Предкавказья.
Различия в рельефе этих трёх частей Крыма и соответствующих ландшафтах обусловлены тектоническим строением региона. Горный Крым и Керченский полуостров входят в состав Альпийской складчатости. Её краевыми прогибами являются Альминская долина и Индольская низменность на юге Степного Крыма (названные по рекам Альма и Мокрый Индол). Индольская низменность продолжается под южной частью Азовского моря и соединяется с Кубанской депрессией Предкавказья, образуя Индоло-Кубанский краевой прогиб. Северная часть Степного Крыма расположена в пределах Скифской плиты, основание которой сложено из складчатых пород верхнего палеозоя и нижнего мезозоя.

## Формирование рельефа
В конце нижней и начале верхнего юрского периода происходило формирование складок и поднятий в Горном Крыму. В тот период геосинклиналь представляла собой систему морских впадин, разделённых островами. К концу нижнего мела в геосинклинали появилось крупное антиклинальное поднятие — антиклинорий, на месте которого возник Таврический остров. В эпоху нижнего и начала среднего миоцена, благодаря общему поднятию земной коры, затронувшему Причерноморье и Кавказ, территория современного Горного Крыма поднялась над уровнем моря. Последующие понижения и трансгрессии сокращали площадь Таврического острова, однако он никогда полностью не погружался под воду, что позволило сохранить некоторые рельефные формы, появившиеся ещё в неогене, до наших дней.
В неогене на Керченском полуострове сформировались складки, возникло Тарханкутское поднятие, а южная часть продолжающего развиваться антиклинория Горного Крыма опустилась в Черноморскую впадину.
В конце существования Сарматского моря поднятия способствовали расширению Таврического острова, который на короткое время связался со Степным Крымом и сушей южной части Восточно-Европейской равнины. В послесарматический период (мэотис, понт) Горный Крым оставался невысоким, но крупным островом. Поднятия на закате существования Понтического моря привели к осушению территории Степного Крыма и её присоединению к Восточно-Европейской равнине.
В период поднятий в конце плиоцена и начале четвертичного периода сформировалась современная речная сеть Крыма, образовались куэстовые гряды в северных предгорьях и южный обрыв главной гряды Крымских гор — Яйлы. Колебательные движения четвертичного периода, с преобладанием поднятий, вызвали глубокое врезание и углубление речных долин, а также формирование террас в долинах и на побережье. В результате общего прерывистого и асимметричного поднятия Крымские горы приобрели свою современную высоту и сложный рельеф. Опускания прилегающей зоны Черноморской впадины привели к значительному наклону Южного берега. Эти процессы способствовали активному развитию эрозии, оползней, обвалов и смещению целых горных массивов.
Эпицентры крымских землетрясений связаны с подвижной зоной изгиба материкового склона и материковой отмелью. Самое известное из них, произошедшее в 1927 году, сопровождалось горными обвалами и разрушением зданий.
С миоцена, когда Таврический остров перестал полностью покрываться морскими трансгрессиями, началось формирование флоры и фауны Крыма. Их развитие происходило на фоне значительных климатических изменений в неогене и четвертичном периоде. Жаркий степной климат среднего плиоцена, напоминавший саванну, сменился более умеренным, а в ледниковую эпоху четвертичного периода — даже суровым климатом в горах, которые к тому времени уже достигли современных высот. Появились обширные снежные поля, участки, где снег летом таял очень медленно и в некоторых случаях, вероятно, сохранялся круглый год. Реликтами холодной ледниковой эпохи являются альпийские растения на вершинах плато Яйлы, а также береза, встречающаяся в отдельных районах горных лесов Крыма.

## Основные части рельефа

### Горный Крым
Крымские горы включают в себя главную гряду — Яйлу — и две куэстовые гряды, расположенные севернее, которые особенно выражены в западной и центральной частях региона. Яйла соответствует осевой части Крымского антиклинория, а куэсты — ноклинальному строению северного крыла. Слово «яйла» в переводе с крымскотатарского означает «летнее пастбище».
Западная Яйла представляет собой сплошную горную цепь с платообразной поверхностью разной ширины. Отдельные её участки имеют собственные названия: Ай-Петринская яйла, Ялтинская, Никитская и Бабуган-яйла. Восточная часть Яйлы расчленена и состоит из ряда более или менее обособленных платообразных массивов: Чатыр-Даг, Демерджи-яйла, Долгоруковская яйла, Тырке-Яйла, Караби-яйла. К востоку от Караби-яйлы горы постепенно понижаются и в результате сильной эрозии теряют характер плато. Наивысшая точка Яйлы — гора Роман-Кош (1545 метров), расположенная на Бабуган-яйле. Высота горы Эклизи-Бурун на массиве Чатыр-Даг составляет 1527 метра.
Вершинные плато Яйлы сложены преимущественно прочными верхнеюрскими известняками, которые формируют крутые и часто отвесные склоны (особенно со стороны Южного берега), а также крутые стенки каньонов, прорезающих края плато. Поверхность плато представляет собой древнюю неогеновую равнину, прорезанную складчатыми слоями, залегающими под крутым углом. Самые устойчивые к разрушению пласты формируют невысокие моноклинальные уступы — характерный элемент рельефа Яйлы.
Карстовые формы рельефа являются одной из наиболее характерных особенностей ландшафта Яйлы. Здесь карст развит особенно ярко и может служить примером классического обнажённого карста средиземноморского типа. Во многих местах известняки лишены почвенного покрова и образуют карровые поля. Распространены разнообразные замкнутые формы — карстовые воронки, котловины, западины, в днищах которых встречаются колодцы, трещины и поноры, через которые дождевые и талые воды проникают в глубь известняковой толщи.
Подземные карстовые воды Яйлы питают многочисленные родники, выходящие у подножий известняковых склонов, и играют важную роль в формировании речной сети и водоснабжении Крыма. Значение этих вод играет важное значение для Южного берега, особенно после строительства водохранилищ в верховьях Бельбека, организации каптажа карстовых источников на северном склоне Яйлы и прокладки поперечного тоннеля, направляющего часть этих вод на южную сторону, в район Ялты.
Некоторые из крупных карстовых котловин Яйлы, достигающих в длину, а порой и в ширину нескольких километров, относятся к верхненеогеновому и нижнечетвертичному времени. В западной части Яйлы встречаются древние котловины типа польев. Наиболее высоко расположенные участки — Ай-Петринская яйла, Бабуган-яйла и верхнее плато Чатыр-Дага — характеризуются котловинами, сформировавшимися в ледниковый период за счёт растворения известняков талой водой от снежных пятен и полей. Карстовые воронки, повсеместно встречающиеся на плато, включая котловины, как правило, являются более молодыми формами рельефа.
В известняковых породах Яйлы встречаются сталактитовые пещеры, среди которых особенно выделяется система Красных пещер на Долгоруковской яйле — здесь спелеологами исследовано свыше 13 километров подземных ходов. Кроме того, имеются глубокие естественные шахты и пропасти, достигающие глубины до 510 метров. В отдельных карстовых колодцах, шахтах и пещерах на дне сохраняются залежи снега и льда.
Каньоны, прорезающие края известняковых плато Яйлы, сформировались вдоль систем почти вертикальных тектонических трещин. Одним из самых известных является Большой каньон Крыма, расположенный к северу от Ай-Петринской яйлы, в верховьях реки Бельбек.
Рельеф Южного побережья Крыма резко отличается от бессточной карстовой поверхности Яйлы. Под крутым известняковым обрывом, сложенным таврическими сланцами, сформировался характерный эрозионный ландшафт, где короткие долины сменяются водораздельными грядами. В ряде мест этот грядово-эрозионный рельеф усложнён скоплениями обвалившихся с Яйлы известняковых глыб, а также крупными известняковыми массами и оползнями, сползшими по таврическим сланцам. Оползни наносят ущерб курортной инфраструктуре, а также садам и виноградникам в этом регионе.
Для Южного берега Крыма характерны вулканические формы рельефа, в частности лакколиты — например, Аю-Даг у Гурзуфа и гора Кастель рядом с Алуштой. Восточнее, в районе Коктебеля, находится гора Карадаг — юрский потухший вулкан. В долинах горного Крыма и на побережье встречается от трёх до пяти четвертичных террас.
Северный склон Яйлы, более пологий, выходит к Северо-Крымской моноклинали, которая в рельефе проявляется двумя куэстовыми грядами. Между этими куэстами находится широкое продольное понижение, по которому проходят железная дорога и шоссе Симферополь — Бахчисарай — Севастополь. Обрывы гряд обращены на юго-восток, в сторону Яйлы.
Гребень и вершина плато южной, или внутренней, куэсты, высота которой колеблется от 550 до 750 метров, сформированы прочными верхнемеловыми и палеоценовыми известняками. Под ними находятся верхнемеловые мергели. Известняки обладают незначительной карстовой изменчивостью. В оврагах и ущельях образуются характерные каньоны. Перед юго-восточным склоном куэсты возвышаются останцы. За продольным понижением, выработанным в олигоценовых глинах, располагается уступ более низкой внешней куэсты (до 350 метров), вершина и гребень которой состоят из неогеновых ракушечников и известковистых песчаников.

### Керченский полуостров
Керченский полуостров характеризуется холмистым рельефом. Невысокие гряды и отдельные гребни, разделённые понижениями, сформированы породами палеогена и неогена. Для этого региона типичны антиклинальные котловины, которые возникают там, где в ядрах брахиантиклиналей залегают мягкие глины. Такие котловины окружены кольцевыми известняковыми хребтами. Иногда известняки образуют синклинальные плато, выделенные эрозией. На полуострове также встречаются грязевые вулканы.

### Степной Крым
Степной Крым представляет собой ровную равнину. Рельеф Тарханкутского полуострова волнистый, с несколькими мягкими возвышенностями. Берега полуострова местами поднимаются крутыми обрывами высотой до 50 метров, однако встречаются и пониженные участки с солёными озёрами (например, Сасык, Донузлав, Джарылгач), отделёнными от моря песчаными косами.